# Крива (Молдова)
Крива́ (рум. Criva) — село в Молдові в Бричанському районі.

## Географія
Поблизу села розташована крайня західна точка Молдови. У селі діє пункт контролю через державний кордон з Україною Крива — Мамалига. Поруч із селом знаходиться печера, охоронна територія.

### Транспорт
Через село проходить залізнична лінія Чернівці-Північна — Ларга, на якій розташована залізнична станція Крива та автошлях міжнародного значення М14.

## Історія
За даними на 1859 рік у власницькому селі Хотинського повіту Бессарабської губернії, мешкало 857 осіб (420 чоловічої статі та 437 — жіночої), налічувалось 135 дворових господарств, існувала православна церква.
Станом на 1886 рік у царачькому селі Липканської волості, мешкало 1135 осіб, налічувалось 207 дворових господарств, існували православна церква та школа.

## Населення
Згідно з переписом населення 2004 року кількість українців - 85 осіб (5%).

### Національність
Розподіл населення за національністю за даними перепису 2014 року:
| Мова             | Відсоток |
| ---------------- | -------- |
| молдовани/румуни | 93,87%   |
| українці         | 5,37%    |
| росіяни          | 0,57%    |
| інші             | 0,19%    |

## Визначні місця
Біля села Крива розташована печера «Еміл Раковіце» («Попелюшка»). Вхід до неї розташований на території Кривського гіпсового кар'єру. Печера розташована під землями Молдови та України.

## Уродженці села
- Мунтян Михайло Іванович — оперний співак, народний артист СРСР.